# Bulbophyllum leptostachyum
Bulbophyllum leptostachyum är en orkidéart som beskrevs av Rudolf Schlechter. Bulbophyllum leptostachyum ingår i släktet Bulbophyllum och familjen orkidéer. Inga underarter finns listade i Catalogue of Life.